# Balbriggan
Balbriggan (irl. Baile Brigín) – miasto w Irlandii znajdujące się około 30 kilometrów od granic Dublina. Obecnie administracyjnie część hrabstwa Fingal.

## Położenie i transport
Położone nad morzem w zatoce jest doskonałym węzłem komunikacyjnym leżącym na trasie Dublin – Dundalk. Posiada stację kolei podmiejskiej, połączenia autobusowe oraz autostradę bezpośrednio do Dublina.

## Zabytki i osobliwości
Miasto jest czynnym portem rybackim, a także miejscem wytwarzania klasycznej bielizny, w tym pończoch. Kalesony produkowane w Balbriggan wspominane były w westernach z udziałem Johna Wayne'a.
Do najważniejszych zabytków i osobliwości miasta należą:
- kościół św. Piotra i Pawła,
- kościół św. Jerzego,
- Ardgillan Castle,
- Bremore Castle,
- wiadukt kolejowy,
- latarnia morska,
- Carnegie Library,
- Gibbons and Lawless Memorial[2].